# Pélargonine
La pélargonine est un composé aromatique de la famille des anthocyanes. C'est le 3,5-O-diglucoside de la pélargonidine.
C'est un pigment naturel rouge qui joue un rôle dans la couleurs d'un certain nombre d'espèces végétales.

## Occurrence naturelle
Comme son aglycone la pélargonidine, la pélargonine est présente dans les pétales écarlates des pélargoniums, d'où elle tire son nom. On la trouve également dans l'épine-vinette (Berberis vulgaris) les grenades ou le vin rouge.